# Sullivan Peaks
Die Sullivan Peaks sind zwei spitze und über 1400 m hohe Berggipfel im westantarktischen Queen Elizabeth Land. In der Patuxent Range der Pensacola Mountains ragen sie aus einem Felssporn des Pierce Peak an der Nordseite des Mackin Table auf.
Der United States Geological Survey kartierte sie anhand eigener Vermessungen und Luftaufnahmen der United States Navy aus den Jahren von 1956 bis 1966. Das Advisory Committee on Antarctic Names benannte sie 1968 nach Leutnant Ronald C. Sullivan von der US Navy, leitender Offizier auf der Amundsen-Scott-Südpolstation im antarktischen Winter 1967.